# えびす町入口

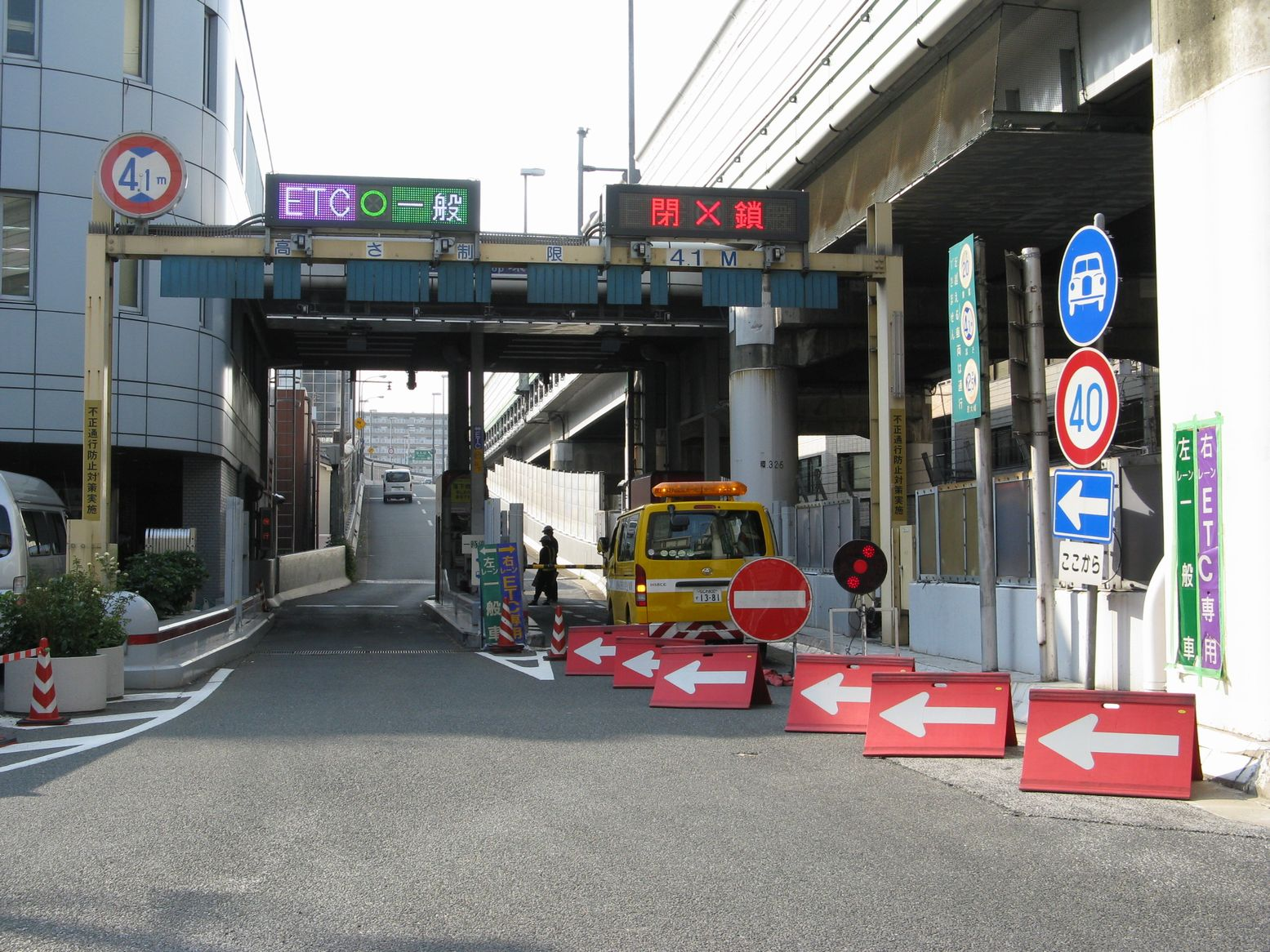
堺筋から西望

えびす町入口（えびすちょういりぐち）は、大阪府大阪市浪速区にある、阪神高速道路1号環状線の入口。入口のみのハーフICである。
高津入堀川（埋立。現・1号環状線）に架かっていた名呉橋跡の南西袂に設置されている。

## 連絡する道路
- 堺筋（大阪府道102号恵美須南森町線）
- 国道25号

## 周辺
- 今宮戎神社
- でんでんタウン
- 恵美須町駅
- 今宮戎駅
- 浪速警察署

## 隣
阪神高速1号環状線
(1-12)夕陽丘出入口 - えびすJCT - (1-13)えびす町入口 - (1-14)なんば出口